# Eppur si muove (album)
Eppur si muove è il terzo album in studio degli Haggard, pubblicato nel 2004.
Si tratta di un concept album incentrato sulle scoperte dell'astronomo Galileo Galilei. I brani sono cantati in tre lingue: tedesco, inglese e italiano.
Il seguente è un tema musicale ricorrente in molte tracce dell'album (come All'inizio è la morte, Per aspera ad astra e la titletrack Eppur si muove):

## Tracce
1. All'inizio è la morte – 6:50
2. Menuetto in fa-minore – 1:16
3. Per aspera ad astra – 6:40
4. Of a Might Divine – 8:20
5. Gavotta in si-minore – 0:58
6. Herr Mannelig – 4:50
7. The Observer – 4:40
8. Eppur si muove – 8:19
9. Larghetto (epilogo adagio) – 2:13
10. Herr Mannelig (short version) – 6:10